# 244e régiment d'infanterie
Le 244e régiment d'infanterie (244e RI) est un régiment d'infanterie de l'Armée de terre française constitué en 1914 avec les bataillons de réserve du 44e régiment d'infanterie.
À la mobilisation, chaque régiment d'active crée un régiment de réserve dont le numéro est le sien plus 200.

## Création et différentes dénominations
- Août 1914 : 244e Régiment d'Infanterie
- Octobre 1916 : dissolution

## Chefs de corps
- Lieutenant-colonel Allain
- Lieutenant-colonel Lados

## Historique des garnisons, combats et batailles

### Première Guerre mondiale

#### Affectation
- 57e division d'infanterie

#### 1915
Expédition de Salonique

#### 1916
Expédition de Salonique
Le régiment est dissous

## Drapeau
Il porte, cousues en lettres d'or dans ses plis, les inscriptions suivantes :
- Alsace 1914
- Krivolak 1915 (en)